# NEGiES
NEGiES（ねじえす）とは、2003年から公開された、Windows 2000、Windows XP用のフリーのファイアウォールソフトウェア。作者公認の略称は「ねぎ」。「ねぎーず」という読み方も容認されているようである。
純粋にスタティックなパケットフィルタ型のファイアウォールだが、プロセスごとの帯域指定や、TCPのSYNパケットのみの遮断、TCPコネクションのモニタ・操作機能など、PC上で動作するパーソナルユースのファイアウォールとしては必要十分な高い機能を有している。